# Sian Massey-Ellis
Sian Louise Massey-Ellis, MBE (født Massey; 5. oktober 1985) er en engelsk fodbolddommer i Premier League og English Football League. Hun har også dømt kampe i Football League Trophy, UEFA Women's Champions League og UEFA Europa League. Massey-Ellis blev professionel assisterende dommer for FIFA 2009.
Hun bor i Coventry, West Midlands.